# 윈롱 FC
윈롱 FC(중국어: 元朗足球隊)은 홍콩 윈롱구를 연고로 하는 홍콩의 축구단이다. 현재는 홍콩 프리미어리그에 참가하고 있다.

## 우승
- 홍콩 1부 리그: 1962–63
- 홍콩 2부 리그: 2012-13
- 홍콩 시니어 챌린지 실드: 1967–68, 2017–18
- 홍콩 FA컵: 1978–79